# 2519 Annagerman
2519 Annagerman (1975 VD2) là một tiểu hành tinh vành đai chính được phát hiện ngày 2 tháng 11 năm 1975 bởi Tamara Mikhaylovna Smirnova ở Nauchnyj. Nó được đặt theo tên the Polish singer Anna German.